# Cerodontha walarai
Cerodontha walarai este o specie de muște din genul Cerodontha, familia Agromyzidae. A fost descrisă pentru prima dată de Singh și Ipe în anul 1970. Conform Catalogue of Life specia Cerodontha walarai nu are subspecii cunoscute.